# Stubborn des agrumes

Le stubborn des agrumes est une maladie bactérienne qui affecte notamment les agrumes (genre Citrus) ainsi que de nombreuses autres espèces de plantes, dont l'agent pathogène est un spiroplasme, Spiroplasma citri. Cette maladie est transmise principalement par diverses espèces de cicadelles.

## Étymologie
Le terme « stubborn », emprunté à l'anglais signifie « obstiné » ou « entêté ». L'expression « stubborn disease » choisie pour désigner cette maladie fait référence à la persistance obstinée des symptômes chez les arbres infectés par la bactérie, même après qu'ils ont été surgreffés à l'aide de greffons sains d'une autre variété.

## Hôtes
Le stubborn des agrumes a une vaste gamme de plantes-hôtes qui dépasse largement le cadre des agrumes, même si les dégât économiques les plus importants concernent avant tout les orangers. Cela s'explique notamment par sa transmission par des cicadelles très polyphages.
Chez les agrumes, les espèces les plus touchées sont les orangers (Citrus sinensis), les pamplemoussiers (Citrus maxima), les pomélos (Citrus ×paradisi), les mandariniers ( Citrus reticulata).
Parmi les autres espèces affectées, figurent entre autres des Brassicaceae et des Rosaceae. La liste comprend notamment : Fortunella sp. (kumquats), Armoracia rusticana (raifort), Barbarea vulgaris (barbarée commune), Brassica geniculata (roquette bâtarde), Brassica kaber (moutarde des champs), Brassica nigra (moutarde noire), Brassica oleracea var. botrytis (chou-fleur), Brassica oleracea var. capitata (chou cabus), Brassica oleracea var. gemmifera (chou de bruxelles), Brassica rapa (navet), Brassica tournefortii (Chou de Tournefort), Capsella bursa-pastoris (bourse-à-pasteur), Catharanthus roseus (pervenche de madagascar), Cynodon dactylon (chiendent pied-de-poule), Digitalis purpurea (digitale), Oryza sativa (riz), Plantago ovata (plantain des Indes), Prunus avium (cerisier), Prunus persica (pêcher), Pyrus communis (poirier), Raphanus raphanistrum (ravenelle), Raphanus sativus (radis), Sedum praealtum, Sesamum indicum (sésame), Sisymbrium irio (roquette jaune), Sisymbrium orientale (sisymbre d'Orient), Sorghum halepense (sorgho d'Alep), Tagetes erecta (rose d'Inde), Viola cornuta (violette cornue) et Zinnia elegans (Zinnia).
On y trouve diverses espèces de plantes cultivées, en particulier potagères et ornementale, ainsi que des mauvaises herbes, qui peuvent servir de réservoir à l'infection.

## Symptômes
Chez les agrumes, les arbres infectés sont plus ou moins rabougris, présentant parfois un nanisme prononcé en raison d'un raccourcissement des entre-nœuds. Les pousses peuvent être anormalement groupées et le développement de plusieurs bourgeons axillaires peut produire une croissance en « balais de sorcière ». Certaines branches croissant anormalement peuvent dépasser le houppier.
Les feuilles sont plus courtes et plus larges (d'où le nom de « petite feuille » (Little leaf) donnée à la maladie lors de sa découverte en Palestine en 1931 par Reichert et Pelberger), bombées, anormalement dressées, parfois marbrées ou chlorotiques. Dans des conditions très chaudes, les feuilles de certaines pousses peuvent être déformées, souvent en forme de cuiller ou d'aspect lancéolé à pointes jaunes (caractère important de diagnostic).
La floraison peut-être perturbée, s'échelonnant tout au long de la période végétative, y compris à contre-saison. Cela entraîne une maturation désordonnée des fruits, dont tous les stades de développement peuvent être présents simultanément.
La fructification tend à être supprimée chez les plantes infectées. Les fruits sont souvent être rabougris, asymétriques ou en forme de gland (à l'écorce épaisse à la base et fine à la pointe), et peuvent montrer une inversion des couleurs, la base, côté pédoncule, se décolorant tandis que l'extrémité opposée, côté style, reste verte. Les graines peuvent avorter partiellement.
Les insectes-vecteurs, en tant que tels, ne provoquent aucun symptôme particulier.
Chez les autres hôtes, on observe souvent des symptômes de retard de croissance et de déformation du feuillage, les plantes peuvent être tuées à des températures plus élevées. Cependant, certaines espèces même infectées restent asymptomatiques,.

## Distribution
La maladie est prévalente dans les régions tempérées chaudes, à climat aride ou semi-aride, à pluviométrie limitée et où la culture des agrumes doit faire appel à l'irrigation. Toutefois la pluviométrie doit être suffisante pour permettre une germination et une croissance rapide des herbes-hôtes et le développement des insectes-vecteurs.
La bactérie responsable de la maladie, Spiroplasma citri, se développe de façon optimale pour une température comprise entre 28 et 32 °C.
La maladie est très répandue dans le bassin méditerranéen et le Proche Orient, ainsi que dans le Sud-Ouest de États-Unis.
L'agent pathogène est présent au moins dans les pays suivants : en Europe (Chypre, Espagne, France (Corse), Grèce, Italie), en Afrique du Nord (Algérie, Égypte, Libye, Maroc, Tunisie), au Proche et Moyen-Orient (Arabie saoudite, Émirats arabes unis, Iran, Irak, Israël, Liban, Oman, Syrie, Turquie) et en Amérique du Nord (États-Unis - Californie et Arizona, Mexique).

## Historique
La maladie a été observée et décrite pour la première fois en 1915 sur des orangers 'Washington Navel' près de Redlands en Californie.
Le premier signalement dans l'Ancien monde date de 1928 en Palestine.
Le stubborn a été signalé au Maroc en 1949. Il a été découvert, en Corse, en 1957.
Jusqu'à la fin des années 1960, le stubborn a été considéré comme une maladie à virus. 
La première indication que le stubborn pourrait être causé par un mycoplasme plutôt qu'à un virus fut donnée en 1968 par des chercheurs californiens, Igwegbe et Calavan, qui ont découvert qu'un antibiotique, la tétracycline, supprimait les symptômes d'infection sur des plantules d'orangers.
À cette époque des formes mycoplasmiques ont été observées, en Californie, dans le phloème d'orangers atteints de stubborn, puis des travaux ont permis d'obtenir en culture sur un milieu artificiel, en 1973, un organisme associé à la maladie : un mycoplasme qui a été appelé Spiroplasma citri.
En 1974, il fut possible d'inoculer de jeunes plants d'agrumes à l'aide de spiroplasme issus de culture et de constater que les plants développaient les symptômes du stubborn, remplissant ainsi les postulats de Koch et confirmant que le spiroplasme en cause était bien l'agent de la maladie.

## Importance économique
Le stubborn est une maladie sérieuses des agrumes, qui affecte à la fois le rendement et la qualité de la récolte. L'agent pathogène n'a toutefois aucun effet économique chez les autres plantes infectées, sauf indirectement, ces plantes pouvant servir de réservoir à l'origine de réinfestation des cultures d'agrumes.
La maladie est importante en Californie où elle cause des pertes économiques surtout dans les cultures d'orangers, de pamplemoussiers et de tangelos, dont 5 à 10 % des arbres sont affectés.
Dans le bassin méditerranéen, les pays le plus sérieusement touchés sont la Syrie, l'Irak et la Turquie. Dans d'autres pays (Chypre, Égypte, Jordanie, Maroc), la maladie est présente, mais n'affecte plutôt rarement que certains cultivars.

## Méthodes de lutte
Aucune méthode curative ne peut être employée contre cette maladie. Seules des méthodes de prévention peuvent être envisagées.
Elles reposent essentiellement sur l'utilisation de greffons sains et sur le choix de zones de cultures exempte de l'infection.
Les arbres présentant des symptômes d'infection doivent être éliminés car ils ne donneront jamais de récolte satisfaisante.
Les traitements insecticides contre les insectes-vecteurs ne sont pas efficaces, car l'agent pathogène Spiroplasma citri peut être facilement réintroduit dans un verger après l'arrivée de vecteurs infectieux.